# José Luis López (Boxer)
José Luis López (* 28. Mai 1973 in Victoria de Durango) ist ein ehemaliger mexikanischer Profiboxer und Weltmeister der WBO im Weltergewicht.

## Karriere
Er begann 1989 seine Profikarriere und gewann in seiner Aufbauphase 36 von 40 Kämpfen, davon 28 vorzeitig, bei drei Niederlagen und einem Unentschieden. Im April 1996 besiegte er beim Kampf um den WBO-WM-Titel den Briten Eamonn Loughran (26-1, 15 vorzeitig) in Liverpool durch t.K.o. in der ersten Runde. In seiner ersten Titelverteidigung konnte er im Oktober 1996 Luis Ramón Campas (64-1, 56 K. o.) besiegen. Anschließend legte er den Titel nieder und besiegte im März 1997 den Ex-Weltmeister Jorge Vaca durch t.K.o. in der sechsten Runde. Nach einem folgenden Punktesieg gegen Aaron Davis (43-5), boxte er im Oktober 1997 um den WBA-WM-Titel gegen Ike Quartey (34-0, 30 vorzeitig), erreichte aber nur ein Unentschieden. Im Kampfverlauf waren ihm zudem zwei Niederschläge gelungen.
Durch drei folgende Siege, darunter ein t.K.o.-Sieg in der zweiten Runde gegen Ex-Weltmeister Sammy Fuentes, erhielt er eine erneute WBA-WM-Chance, verlor jedoch diesmal nach Punkten gegen James Page (22-3). Auch diesen Gegner hatte er jedoch zweimal am Boden. Nach neun weiteren Kämpfen beendete er seine Karriere im Dezember 2010.